# Marino Basso
Pour les articles homonymes, voir Basso.
Marino Basso, né le 1er juin 1945 à  Caldogno, dans la province de Vicence en Vénétie, est un ancien coureur cycliste italien, professionnel de 1966 à 1978.

## Biographie
Grand sprinteur, Marino Basso compte plus de 80 victoires à son palmarès. 
Il a remporté de nombreuses étapes au Tour d'Italie (15 victoires), au Tour de France (6 victoires) et au Tour d'Espagne (6 victoires). 
Il a également remporté le classement par points du Tour d'Italie 1971 et porté le maillot de champion du monde.
Il a également été manager de l'équipe cycliste Preti Mangimi.

## Palmarès

### Palmarès année par année
- 1965
  - Tour du Frioul-Vénétie julienne
- 1966
  - La Popolarissima
  - 8e étape du Tour d'Italie
  - 3e de Milan-Vignola
- 1967
  - Grand Prix Campagnolo
  - 3e et 18e étapes du Tour de France
  - 2e du Grand Prix de l'industrie et du commerce de Prato
  - 2e du Tour de Vénétie
- 1968
  - Milan-Vignola
  - Grand Prix Cemab à Mirandola
  - 15e étape du Tour d'Italie
  - 6e étape du Tour de Sardaigne
  - 2e de Paris-Luxembourg
  - 3e du Championnat de Zurich
  - 3e du Tour de Toscane
- 1969
  - Tour de Campanie
  - Trophée Matteotti
  - Tour du Piémont
  - Trois vallées varésines
  - 8e, 13e, 18ea et 18eb étapes du Tour d'Italie
  - 7ea étape de Paris-Nice
  - 1rea étape du Tour de France
  - 3e de Milan-San Remo
  - 3e du Tour des Flandres
  - 3e du Tour du Latium
- 1970
  - 3eb, 11eb et 21e étapes du Tour de France
  - 4e et 15e étapes du Tour d'Italie
  - 3ea et 4e étapes de Paris-Luxembourg
  - 3e du championnat d'Italie sur route
  - 3e de la Coppa Agostoni
  - 3e de la Coppa Bernocchi
  - 3e du Tour de Vénétie
  - 4e de Paris-Tours
- 1971
  - Milan-Vignola
  - Tour d'Italie :
    -  Classement par points
    - 1re, 9e et 11e étapes

  - 2e de Paris-Tours
  - 2e du Grand Prix Cemab à Mirandola
  - 3e de Paris-Roubaix
  - 3e du Tour de Campanie
- 1972
  -  Champion du monde sur route
  -  Champion d'Italie d'omnium
  - Coppa Bernocchi
  - Tour de Sardaigne :
    - Classement général
    - 2ea et 2eb étapes

  - 1re étape du Tour d'Italie
  - 2e des Trois vallées varésines
  - 3e de Milan-San Remo
- 1973
  - Milan-Vignola
  - Grand Prix du canton d'Argovie
  - Gênes-Nice
  - 20e étape du Tour d'Italie
  - 1re et 4eb (contre-la-montre) étapes de Tirreno-Adriatico
  - 2e de Sassari-Cagliari
  - 2e du Trophée Matteotti
- 1974
  - GP Montelupo
  - 22e étape du Tour d'Italie
  - Six jours de Castelgomberto (avec Dieter Kemper)
  - 3e du championnat d'Italie sur route
  - 3e de Milan-Vignola
  - 3e du Tour de Sicile en ligne
  - 6e de Milan-San Remo
- 1975
  - 4e, 6e, 8e, 9e, 10e et 11eb étapes du Tour d'Espagne
  - 3e du Grand Prix Cemab à Mirandola
  - 7e de Milan-San Remo
- 1976
  - 2e et 5ea étapes du Tour du Pays basque
  - 1re étape du Tour de Catalogne
  - 2e du Tour de Campanie
- 1977
  - Coppa Placci
  - 8eb étape du Tour d'Italie
  - 1re étape du Tour des Pouilles
  - 2e de Milan-Vignola
  - 2e du Tour des Pouilles
- 1978
  - 4e étape du Tour méditerranéen
  - 2e de Milan-Vignola
  - 5e du Championnat de Zurich

### Résultats dans les grands tours

#### Tour de France
4 participations
- 1967 : 64e, vainqueur des 3e et 18e étapes
- 1969 : abandon (10e étape), vainqueur de la 1rea étape
- 1970 : 63e, vainqueur des 3eb, 11eb et 21e étapes
- 1972 : 82e

#### Tour d'Italie
13 participations
- 1966 : 48e, vainqueur de la 8e étape
- 1967 : abandon
- 1968 : 54e, vainqueur de la 15e étape
- 1969 : 47e, vainqueur des 8e, 13e, 18ea et 18eb étapes
- 1970 : abandon (18e étape)
- 1971 : 42e, vainqueur du  classement par points et des 1re, 9e et 11e étapes,  maillot rose durant un jour
- 1972 : abandon (hors-délais 4ea étape), vainqueur de la 1re étape,  maillot rose durant deux jours
- 1973 : 84e, vainqueur de la 20e étape
- 1974 : 85e, vainqueur de la 22e étape
- 1975 : abandon (20e étape)
- 1976 : 84e
- 1977 : abandon (17e étape), vainqueur de la 8eb étape
- 1978 : abandon (disqualification 15e étape)

#### Tour d'Espagne
1 participation
- 1975 : abandon, (19eb étape), vainqueur des 4e, 6e, 8e, 9e, 10e et 11eb étapes